# Onze-Lieve-Vrouw van Altijddurende Bijstandkerk (Den Hout)

De Onze-Lieve-Vrouw van Altijddurende Bijstandkerk is de parochiekerk van Den Hout behorende tot de Antwerpse gemeente Beerse, gelegen aan de Schransdriesstraat. 

## Oude situatie
In 1935 werd aan de Vaartstraat 5 in Beerse een noodkerk opgericht door architect René Van Steenbergen senior. De werkgelegenheid die geboden werd door de fabrieken aan het kanaal Dessel-Schoten trok vele werkzoekenden naar Den Hout. Het gehucht kende toen 1.200 inwoners.
De pastorie aan de Vaartstraat nummer 7, die ook ontworpen werd door René Van Steenbergen senior, is vandaag de dag een bibliotheek, vergaderlokaal en een conciërgewoning.
Op 2 oktober 1946 werd de vroegere kapelanie tot parochie verheven.

## Nieuwe kerk
In 1962, toen de parochie zo'n 2.100 inwoners telde, werden door René van Steenbergen junior plannen gemaakt voor een nieuwe kerk aan de gemeenteschool in de Schransdriesstraat. De kerk werd in de jaren 1966-1968 gerealiseerd; op 1 april 1967 werd de eerste steen gelegd en op 5 september 1968 was de inwijding. 
Het kerkgebouw is een zogeheten zaalkerk met veel glas-in-lood in de voorgevel. Een lagere vleugel bevat de doopkapel, de sacristie en een binnentuin. Hierop aansluitend is er een 30 meter hoge klokkentoren.
Het secretariaat van de parochie is gehuisvest aan de zijkant van de kerk, aan de kant van de basisschool. Alle activiteiten en contactpersonen van de parochie staan vermeld op kerknet.

## Afbeeldingen

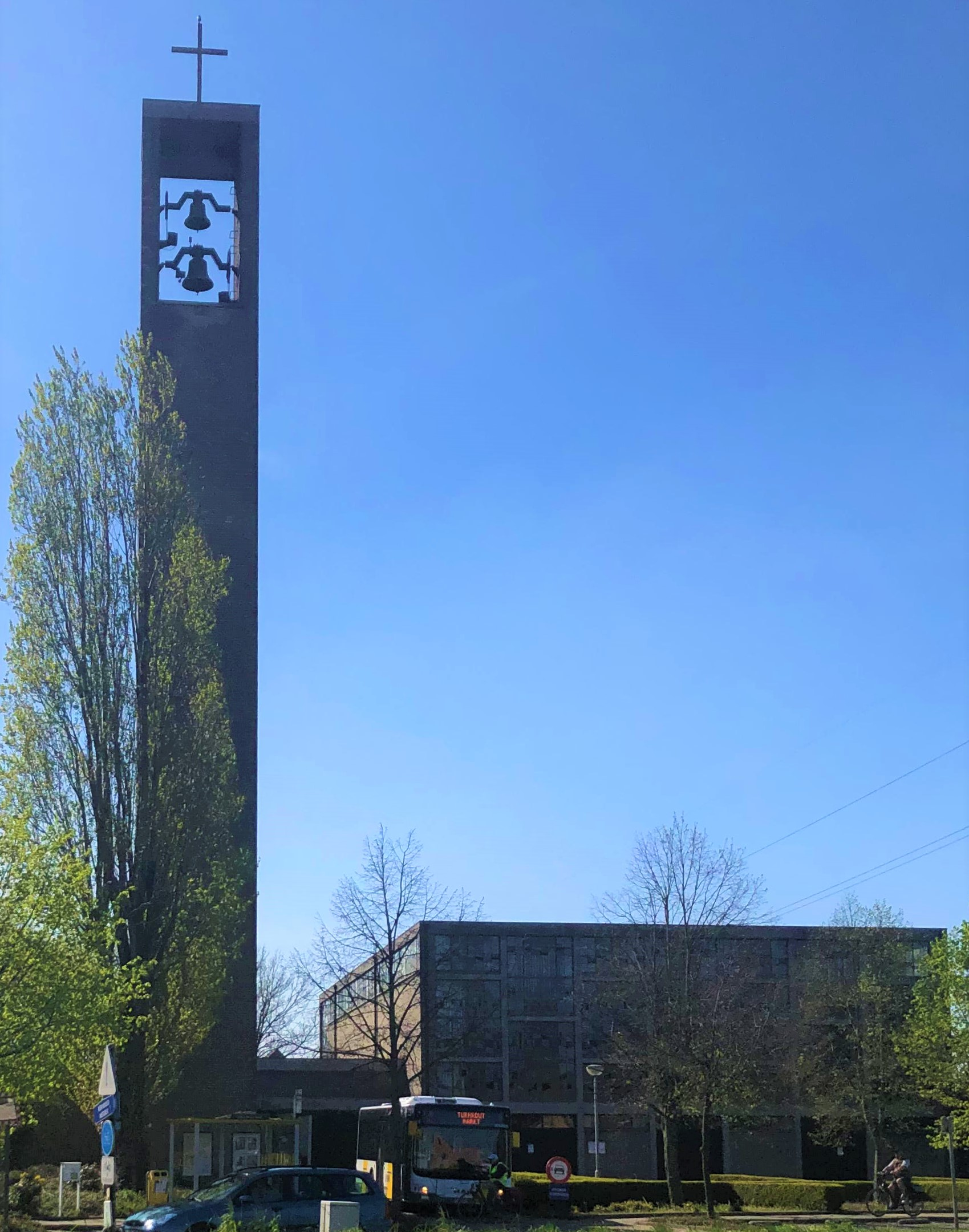
Kerk met klokkentoren
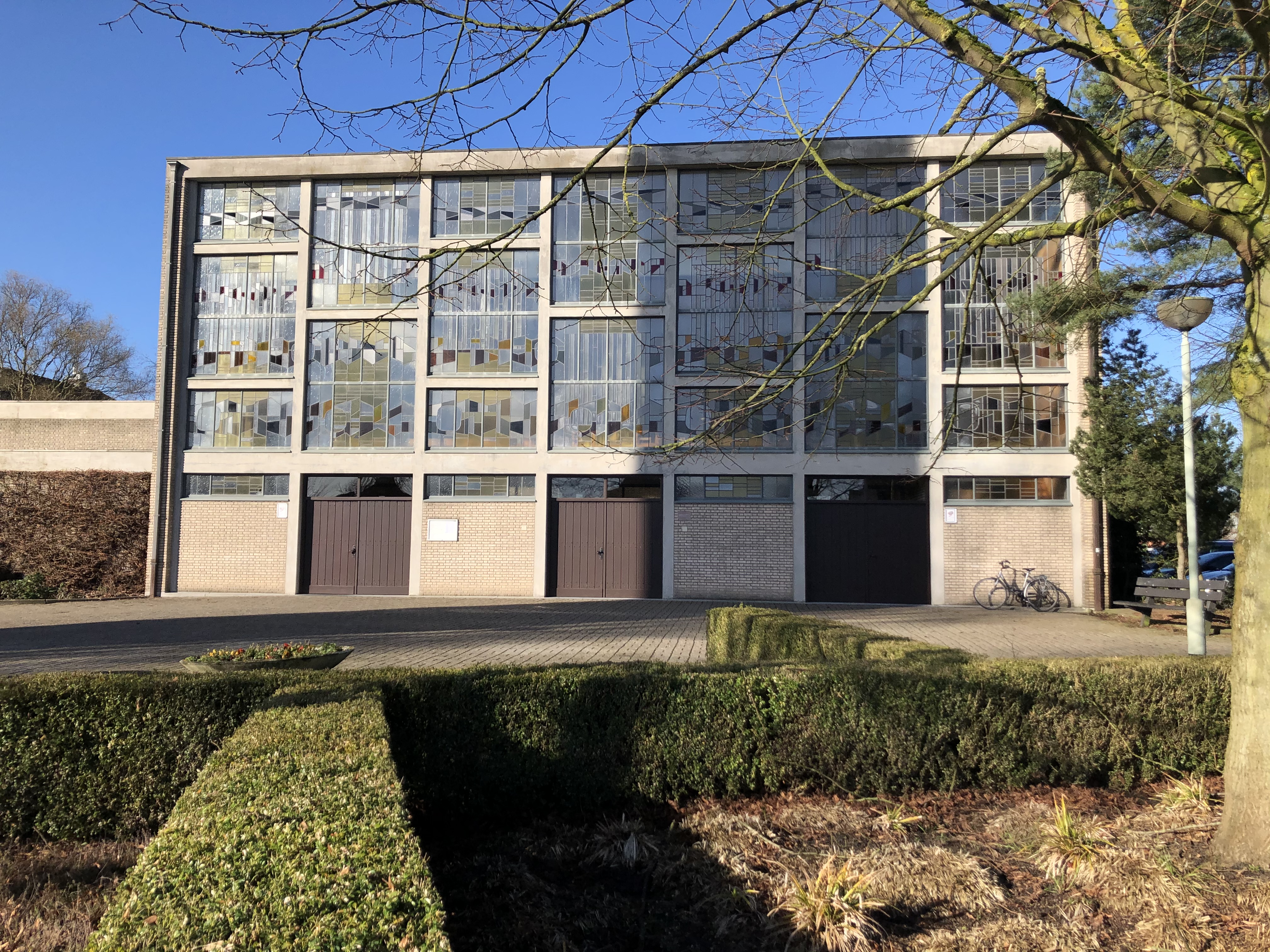
Glas-in-loodgevel
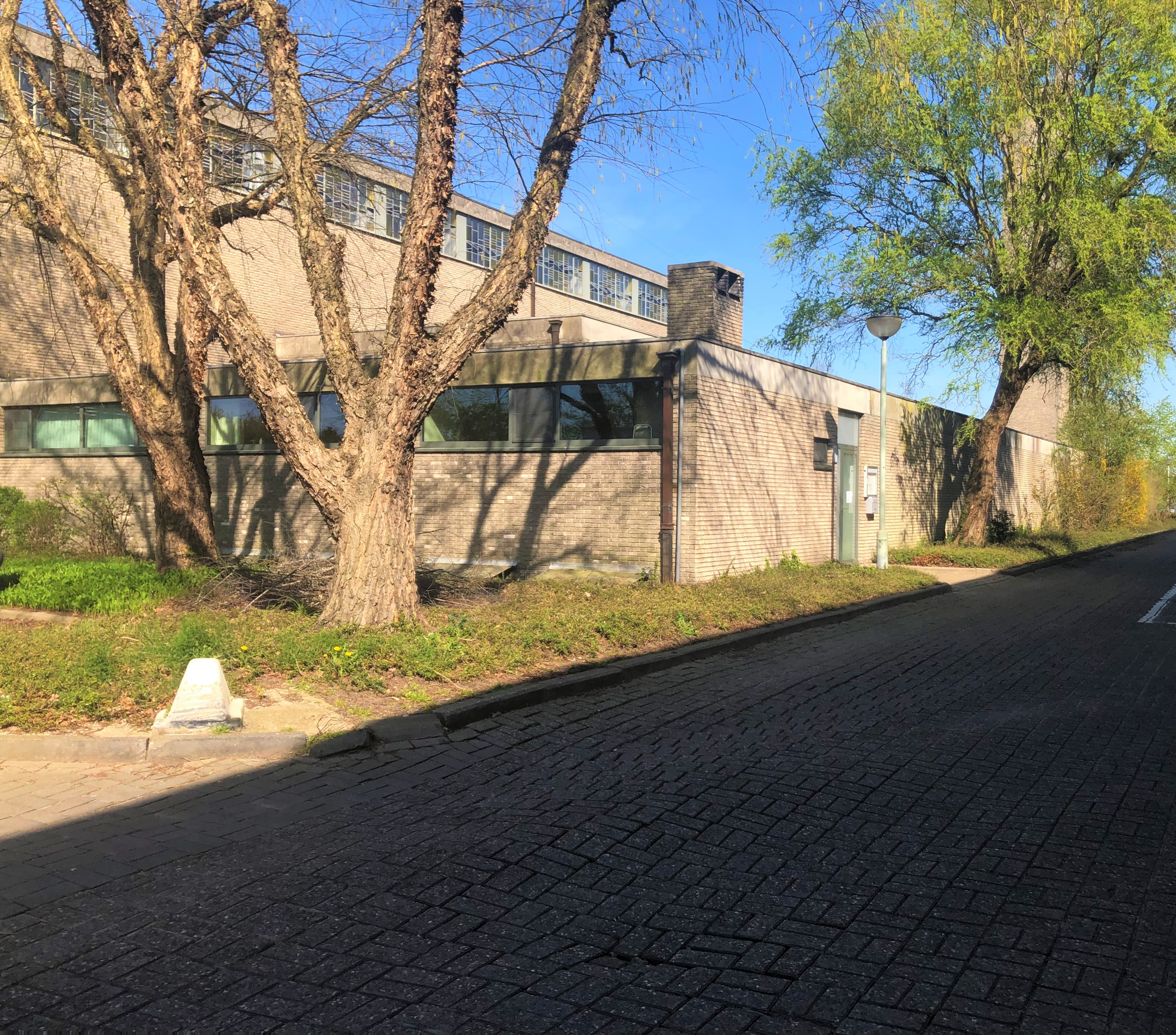
Weekkapel
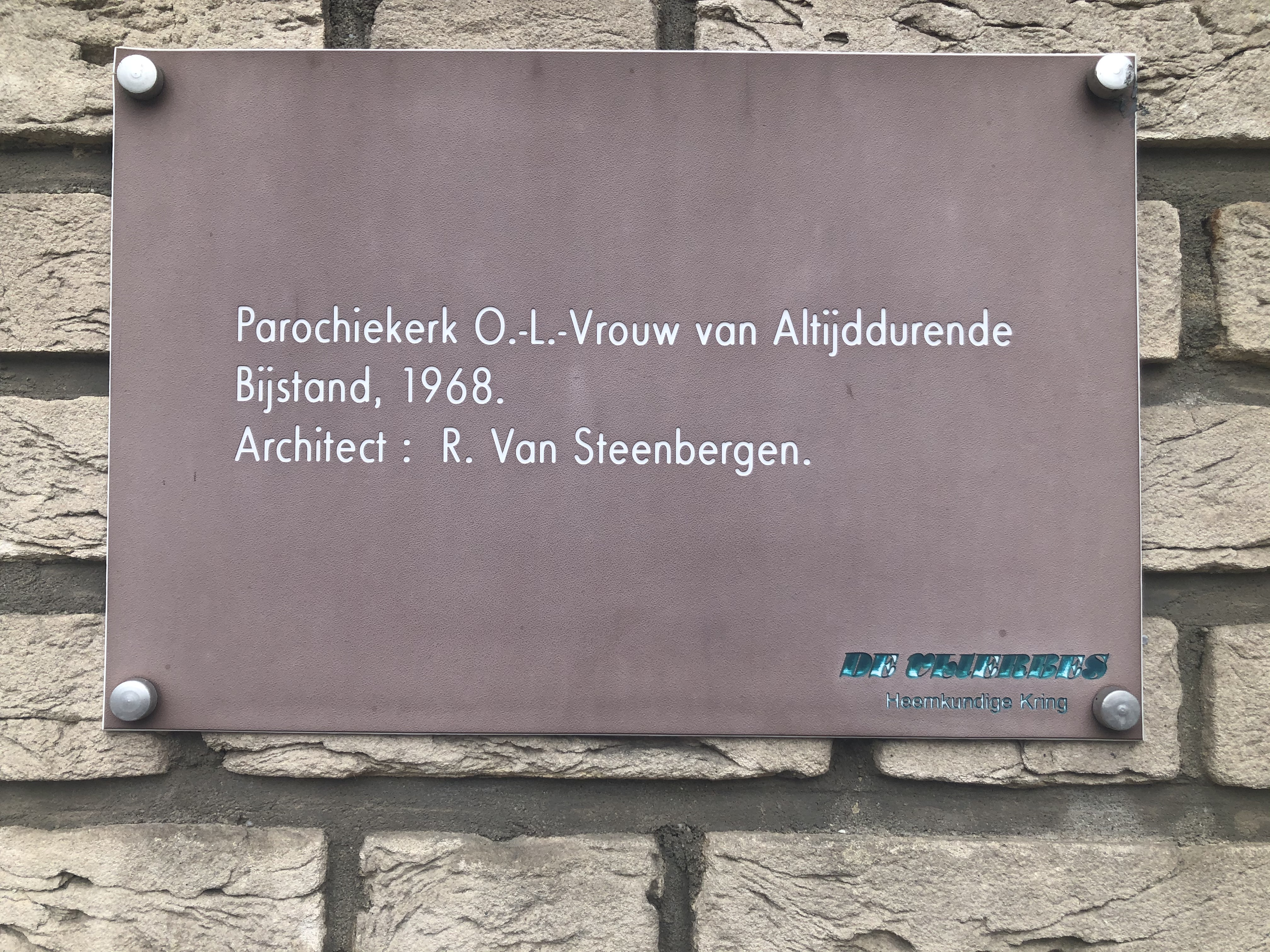
Naambord